# Иоахим II Гектор
Иоахим II Гектор (нем. Joachim II. Hector; 13 января 1505, Кёльн — 3 января 1571, Кёпеник) — курфюрст Бранденбурга, сын Иоахима I наследовал отцу своему в 1535 году в Старой и Средней марке.

## Жизнь
В 1539 году принял лютеранство, с удержанием, однако, многих старых церемоний. Своей расточительностью, которую поощрял его финансовый агент еврей Липпольд, Иоахим привёл в расстройство финансы государства, но зато условиями о наследовании с герцогом Силезии (1537) и приобретением прав на Пруссию (1569) позаботился о будущем расширении границ страны.
В 1542 году, во время турецкого похода, он командовал имперским войском в Венгрии; поход не принес ему ни славы, ни выгод.

## Семья
В 1524 году Иоахим II Гектор женился на Магдалене Саксонской (1507—1534), дочери Георга Бородатого и Барбары Польской. Дети:
- Иоганн Георг (1525—1598), курфюрст бранденбургский
- Барбара (1527—1595),
- Фридрих (1530—1552).

Овдовев, женился в 1535 году на Ядвиге Ягеллонке (1513—1573), дочери Сигизмунда I. Дети:
- Елизавета (1537—1595), замужем за Францем Отто Брауншвейг-Люнебургским
- Сигизмунд (1538—1566),
- Гедвига (1538—1589), замужем за Юлием Брауншвейг-Вольфенбюттельским
- София (1541—1564).